# Pieter Laurijn
Pieter Laurijn (ook Petrus Laureyn, Laurin of Lauwerens) (Brugge, 7 december 1489 - 27 februari 1522) was lid van een bekende humanistische familie en bekleedde enkele gezaghebbende functies binnen het Brugse Vrije. Hij was van 1509 tot aan zijn dood heer van Leestkens.

## Familie
Pieter werd geboren op 7 december 1489 als vijfde kind van Hiëronymus Lauweryn en Jacoba Peyaert (of Pedaert). Zijn vader was bij Pieters geboorte in 1489 ontvanger van de kasselrij van het Brugse Vrije. Later zou Hiëronymus verder carrière maken en werd hij uiteindelijk zelfs schatbewaarder en hofmeester van achtereenvolgens Maximiliaan van Oostenrijk, Filips de Schone en Margaretha van Oostenrijk. Pieters vader investeerde in polders en creëerde op die manier verschillende heerlijkheden. Hij was heer van Watervliet, Waterland, Philippine, Poortvliet en Leestkens. De moeder van Pieter was het enige kind van ridder Matthijs Peyaert en Magdalena Boeters. Matthijs bekleedde verschillende functies in de stad Gent en was een fervent voorstander van Maximiliaan van Oostenrijk – hetgeen hem uiteindelijk zijn leven kostte.

## Levensloop
Toen zijn vader op 1 augustus 1509 stierf, erfde Pieter de heerlijkheid Leestkens van hem. Deze bestond uit een kasteel met slottoren en slotgracht, dat ook over een hoeve en een kapel beschikte. Er hoorde een grondgebied van 210 gemeten (95 hectare) bij en lag op de grens van Middelburg-in-Vlaanderen en Moerkerke. 

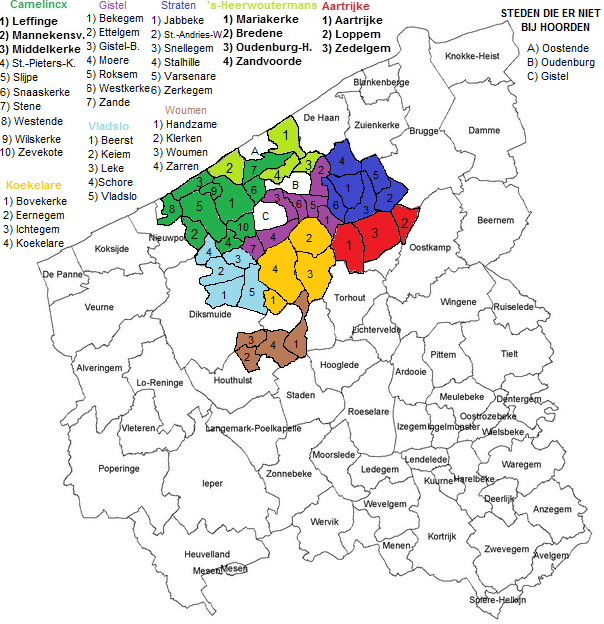
Kaart van het Westvrije. Buiten het Woumen-ambacht vormde het Westvrije één logisch geografisch geheel, behalve dan de stad-enclaves Oudenburg, Oostende en Gistel

In 1502 (hij was toen dertien) schreef hij zich, net als zijn twee broers, in aan de universiteit van Leuven; in de pedagogie De Lelie. In 1507 vertrokken de drie broers tezamen naar Bologna waar ze rechten studeerden. Ze keerden alle drie naar Brugge terug met hun diploma van doctor in beide rechten (canoniek en burgerlijk recht).
Nog op vrij jonge leeftijd kon Laurijn schepen van het Brugse Vrije worden. Hij was als schepen een lid van een college van oordeelvoorstellers die op rechtszittingen van het volksgerecht hun oordeel uitspraken. Hij had dus een belangrijke rol binnen de rechtspraak van de kasselrij. 
In het jaar 1516 huwde hij met Elisabeth Donche (1495-1548), dochter van Pieter Donche, raadpensionaris van Lo, en van Jacoba van den Clichthove. Ze kregen drie kinderen: Hiëronymus, Matthias en Catharina.

### Burgemeester
In 1516, het jaar van zijn huwelijk, zette hij ook een stap naar boven in zijn carrière. Hij werd op amper 27-jarige leeftijd burgemeester van het Westkwartier van het Brugse Vrije (ook wel het Westvrije genoemd). Het Westvrije telde acht ambachten die tezamen 43 parochies bevatten. Hieronder staan de bewuste ambachten en de parochies die erin lagen.
- 's-Heerwoutermansambacht
  - Bredene, Mariakerke, Oudenburghoek (noordelijk Oudenburg), Zandvoorde
- Gistel-ambacht
  - Bekegem, Ettelgem, Gistel-buiten, Moere, Roksem, Westkerke, Zande
- Vladslo-ambacht
  - Beerst, Keiem, Leke, Schore, Vladslo
- Aartrijke-ambacht
  - Aartrijke, Loppem, Zedelgem
- Koekelare-ambacht
  - Bovekerke, Eernegem, Ichtegem, Koekelare
- Woumen-ambacht,
  - Handzame, Klerken, Woumen, Zarren
- Camelincxambacht
  - Leffinge, Mannekensvere, Middelkerke, Sint-Pieters-Kapelle, Slijpe, Snaaskerke, Stene, Westende, Wilskerke, Zevekote
- Straten-ambacht
  - Jabbeke, Sint-Andries-west, Snellegem, Stalhille, Varsenare, Zerkegem

Als burgemeester stond hij tezamen met de schepenen mee in voor de rechtspraak van dit gebied. Hij stond weliswaar niet mee in voor het dagelijks bestuur: dit werd via het Brugse Vrije zelf geregeld en niet via de kwartieren.
Zijn veelbelovende carrière kwam vroegtijdig tot een einde. Hij overleed op amper 32-jarige leeftijd, vermoedelijk aan de pest. Hij werd, net als enkele andere leden van zijn familie, begraven binnenin de vandaag afgebroken Sint-Donaaskathedraal. Zijn grafschrift luidde:
Sub hoc Petrus Laurinus occubo saxo terre senator liberae fatis dixi viator at prius q[uam] mihi fausta precare et dicas quiescat in pace 1521 27 febre
Omdat in deze periode de Paasstijl nog in gebruik was, overleed hij in feite in de februarimaand van 1522. Laurijn stond als Petrus Laurinus op drie zerken in de kathedraal vermeld. De eerste – een vloerplaat – vermeldde hem en zijn vrouw. De tweede, eveneens een met koper belegde vloerzerk in blauwsteen, vermeldde Petrus Laurinus en zijn broers Marcus Laurinus (deken van Sint-Donaas en overleden in 1540), en Carolus Laurinus (overleden in 1552). De derde was een gedenkplaat die eveneens aan de drie broers gewijd was en door de kinderen van Pieter opgericht was.
Zijn weduwe ging in de Nieuwstraat inwonen in het Hof van Beveren, bij haar schoonbroer, deken Marcus Laurinus. Ze hertrouwde in 1528 met de belangrijke diplomaat Cornelius Duplicius De Schepper (1501-1555).